# Liste de boissons
 (juin 2019).
 (juin 2019).
Si vous disposez d'ouvrages ou d'articles de référence ou si vous connaissez des sites web de qualité traitant du thème abordé ici, merci de compléter l'article en donnant les références utiles à sa vérifiabilité et en les liant à la section « Notes et références ».

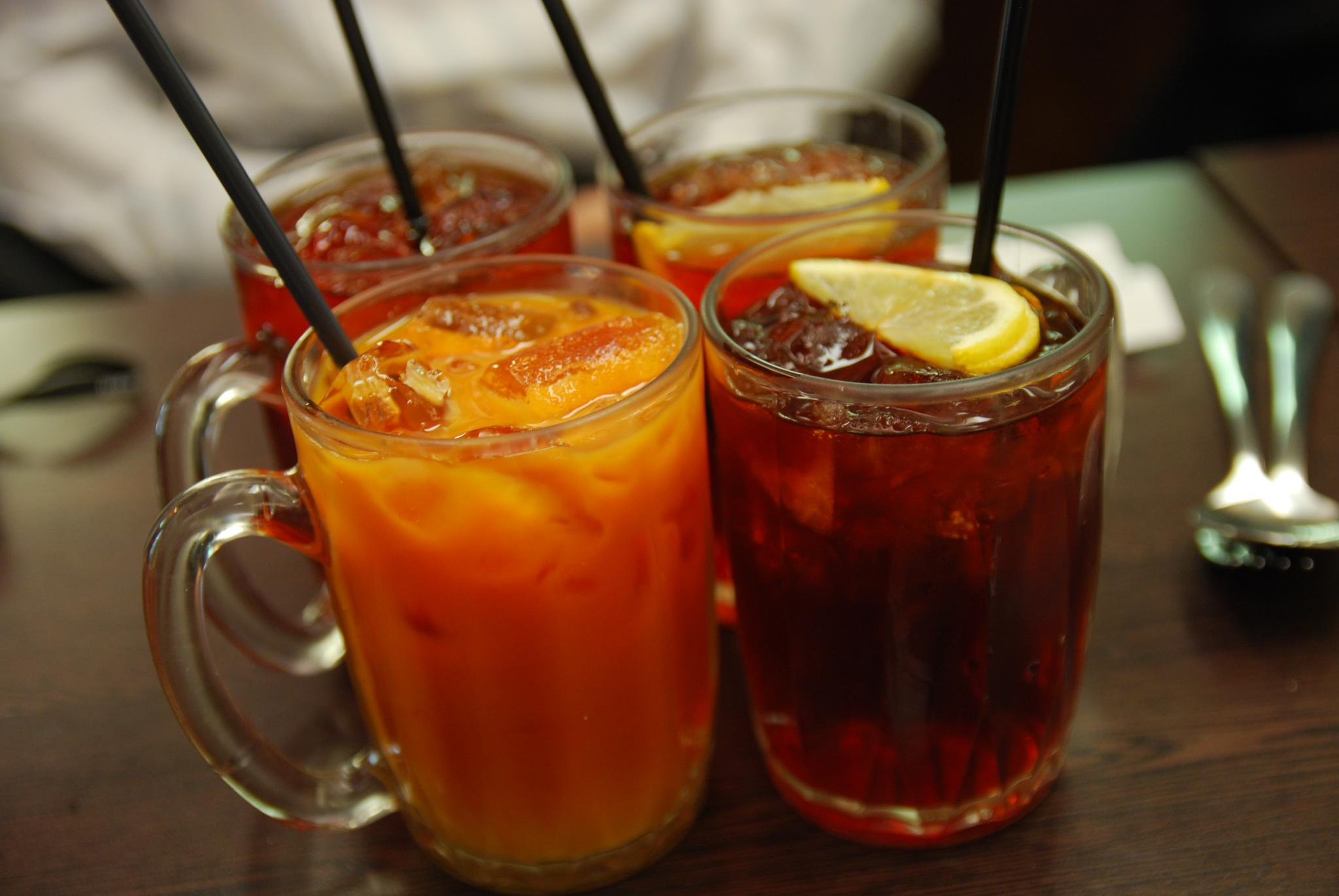
Lait glacé et thé au citron

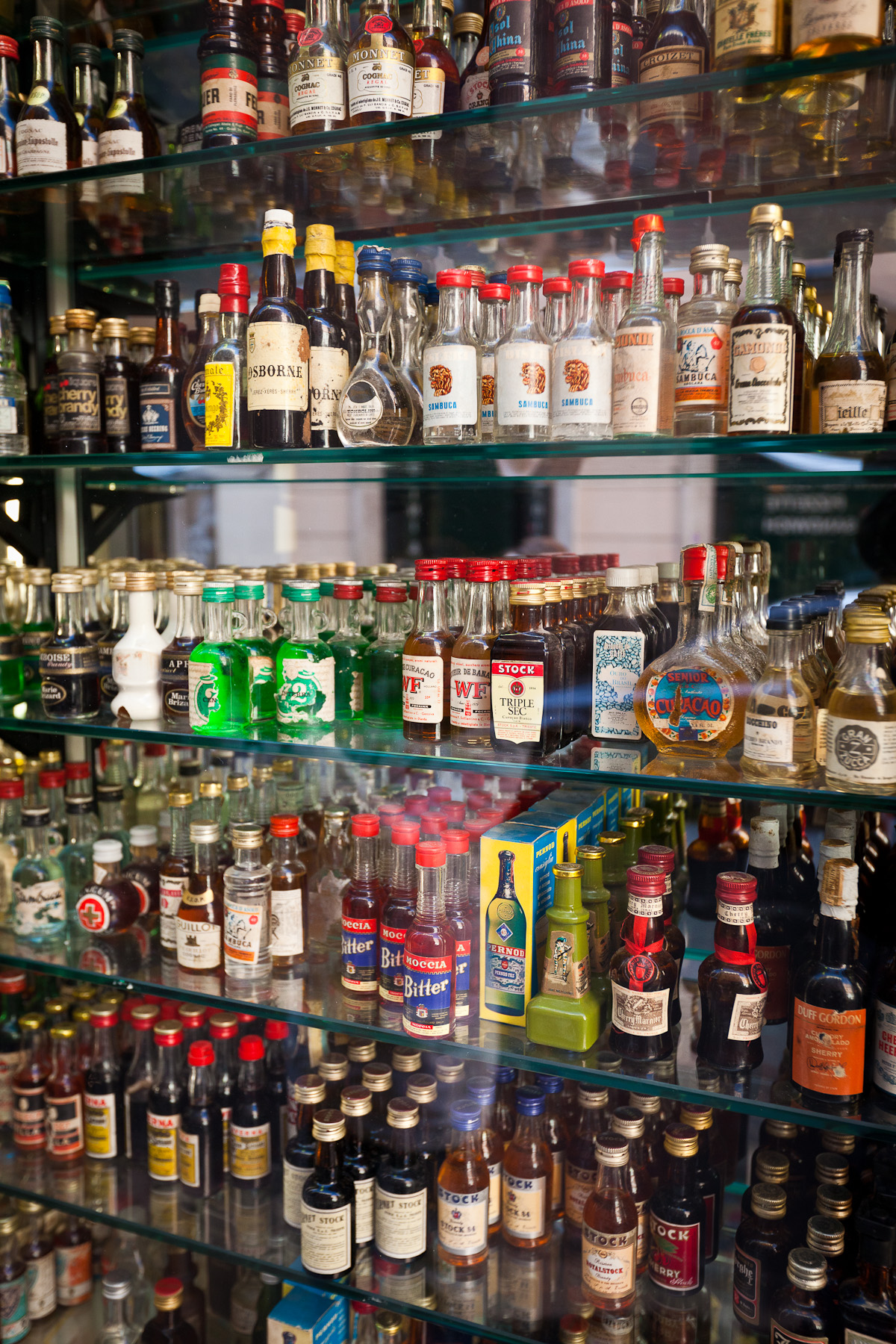
Diverses boissons distillées

Les boissons sont des liquides qui peuvent être consommés. En plus des besoins essentiels, les boissons font partie de la culture de nombreuses sociétés humaines. 

## Avec alcool

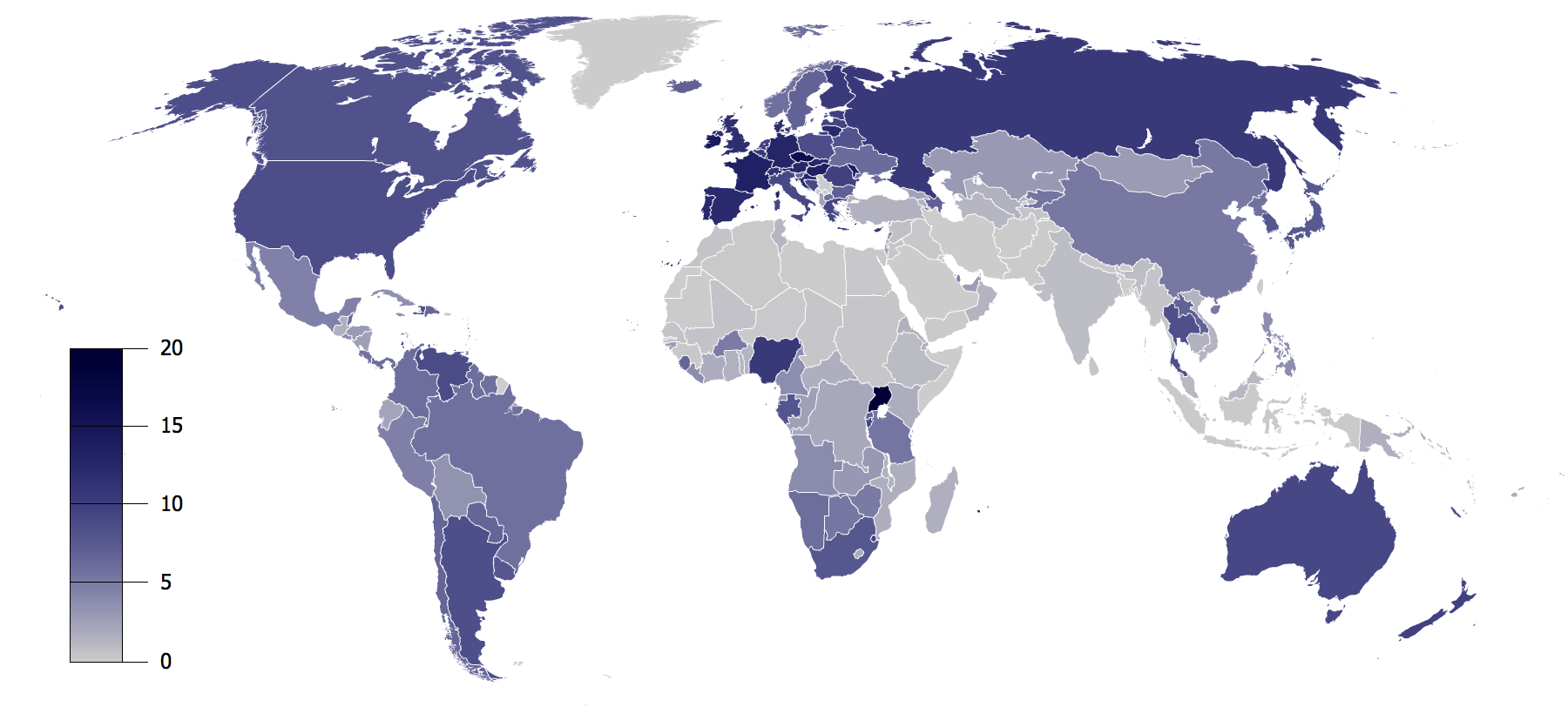
Données de 2004 sur la consommation d'alcool par habitant (15 ans et plus), par an, par pays, en litres d'alcool pur.

Une boisson alcoolisée est une boisson à base d’éthanol, plus connue sous le nom d’alcool.  
Les boissons alcoolisées telles que le vin, la bière et les spiritueux font partie de la culture et du développement de l’être humain depuis 8 000 ans. De nombreuses marques de boissons alcoolisées sont produites dans le monde entier. 

### Bière

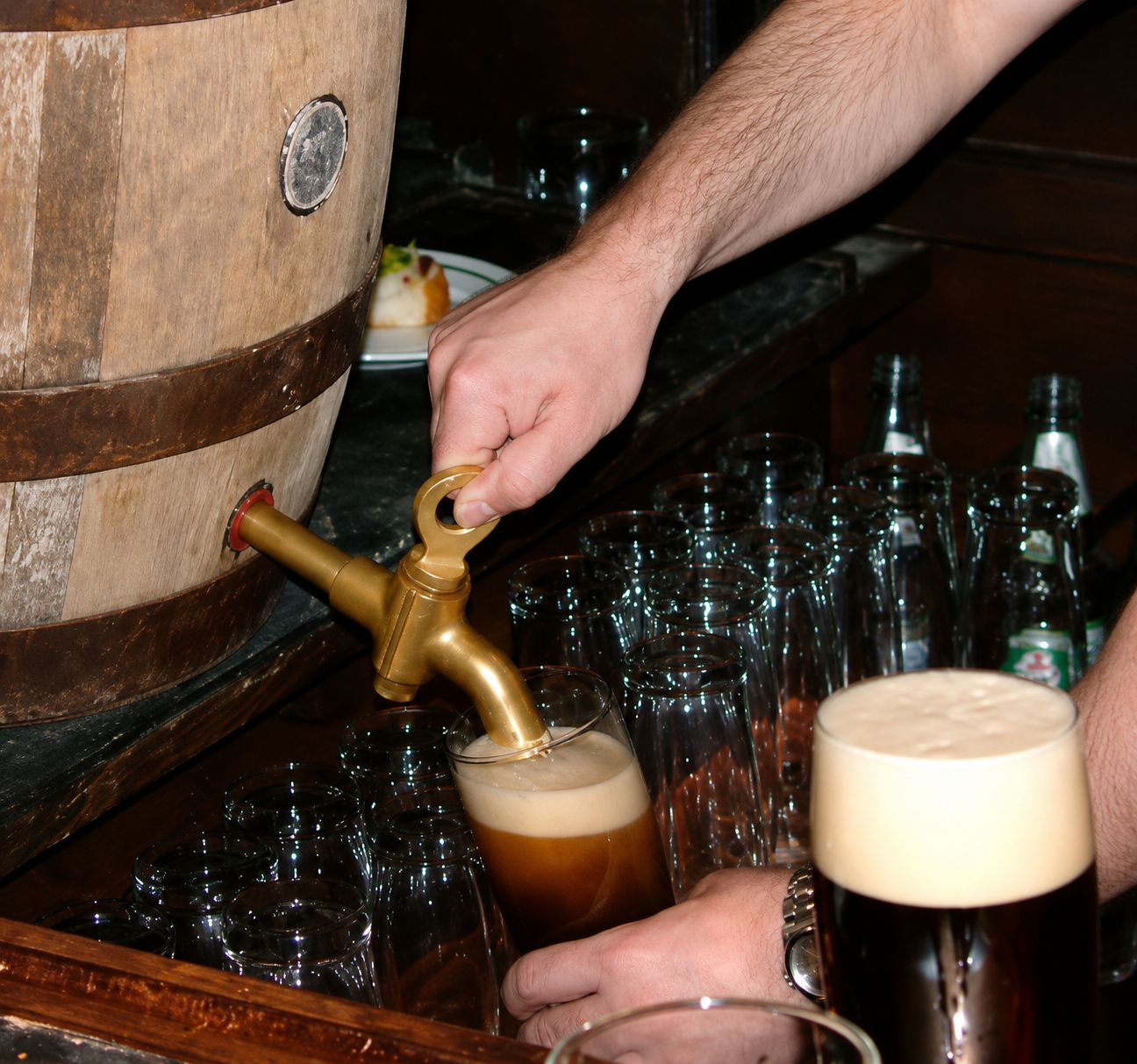
Bière coulée d'un tonneau

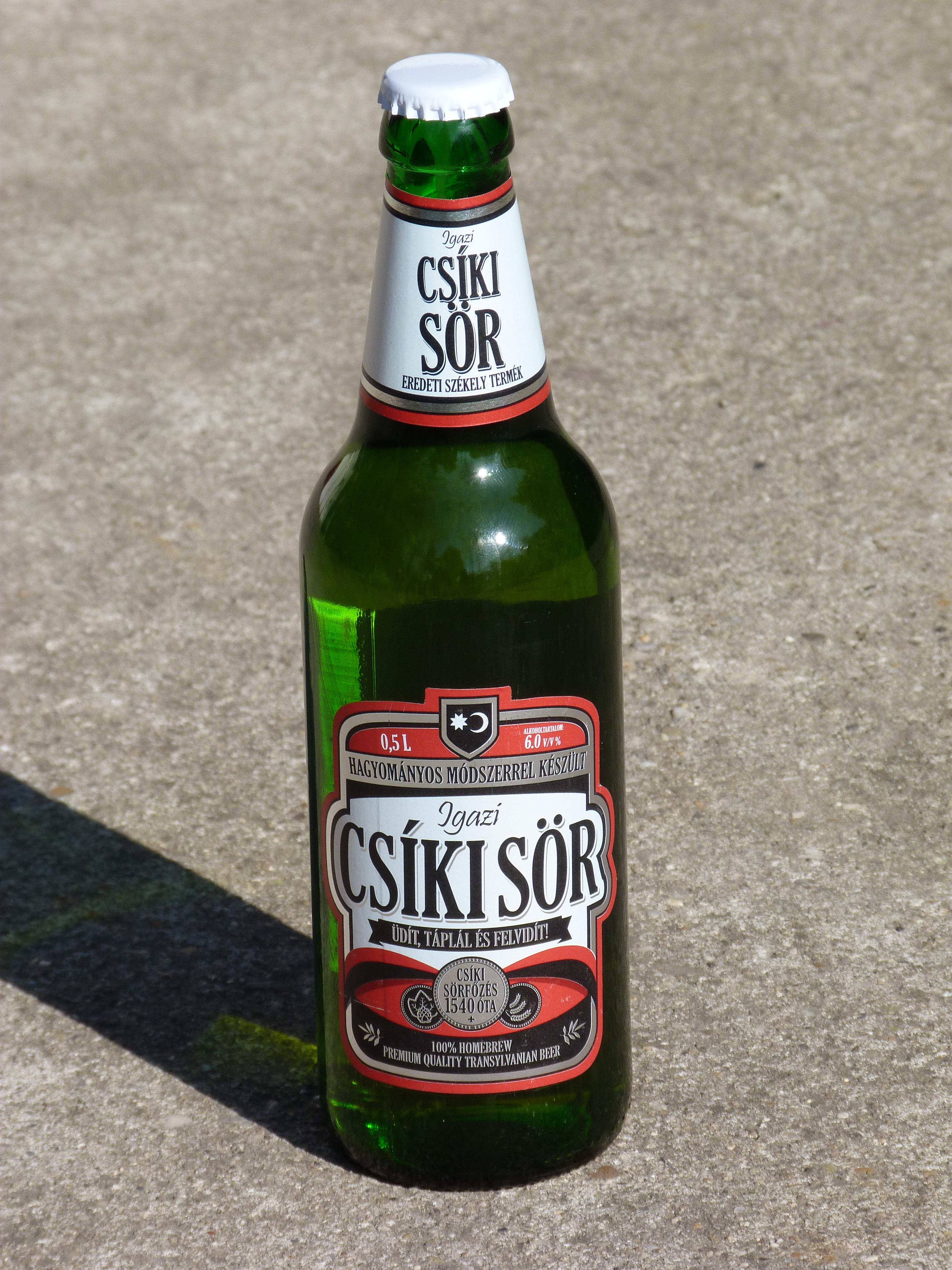
Bière en bouteille

La bière est produite par la saccharification de l’amidon et la fermentation du sucre obtenu. Les enzymes de l'amidon et de la saccharification sont souvent dérivées de grains de céréales maltés, le plus souvent d'orge maltée et de blé malté. La plupart des bières sont également aromatisées au houblon, ce qui ajoute de l'amertume et agit comme un agent de conservation naturel, bien que d'autres arômes tels que des herbes ou des fruits puissent parfois y être ajoutés.  
- Liste de marques de bières brassées en France
- Bière simple, double, triple ou quadruple

#### Par pays
- Liste des pays par consommation de bière par habitant
- Bières belges
  - Liste des bières belges d'Abbaye reconnues
- Bière britannique
- Bière allemande
- Bière du Québec

### Cidre

Une bolée de cidre

Le cidre est une boisson alcoolisée fermentée à base de jus de pomme. La teneur en alcool du cidre varie de 1,2 % ABV à 8,5 % ou plus pour les cidres traditionnels anglais. Dans certaines régions, le cidre peut être appelé vin de pomme. 
- Cidre breton
- Cidre de Normandie
- Cidre du Québec

### Liqueurs et spiritueux

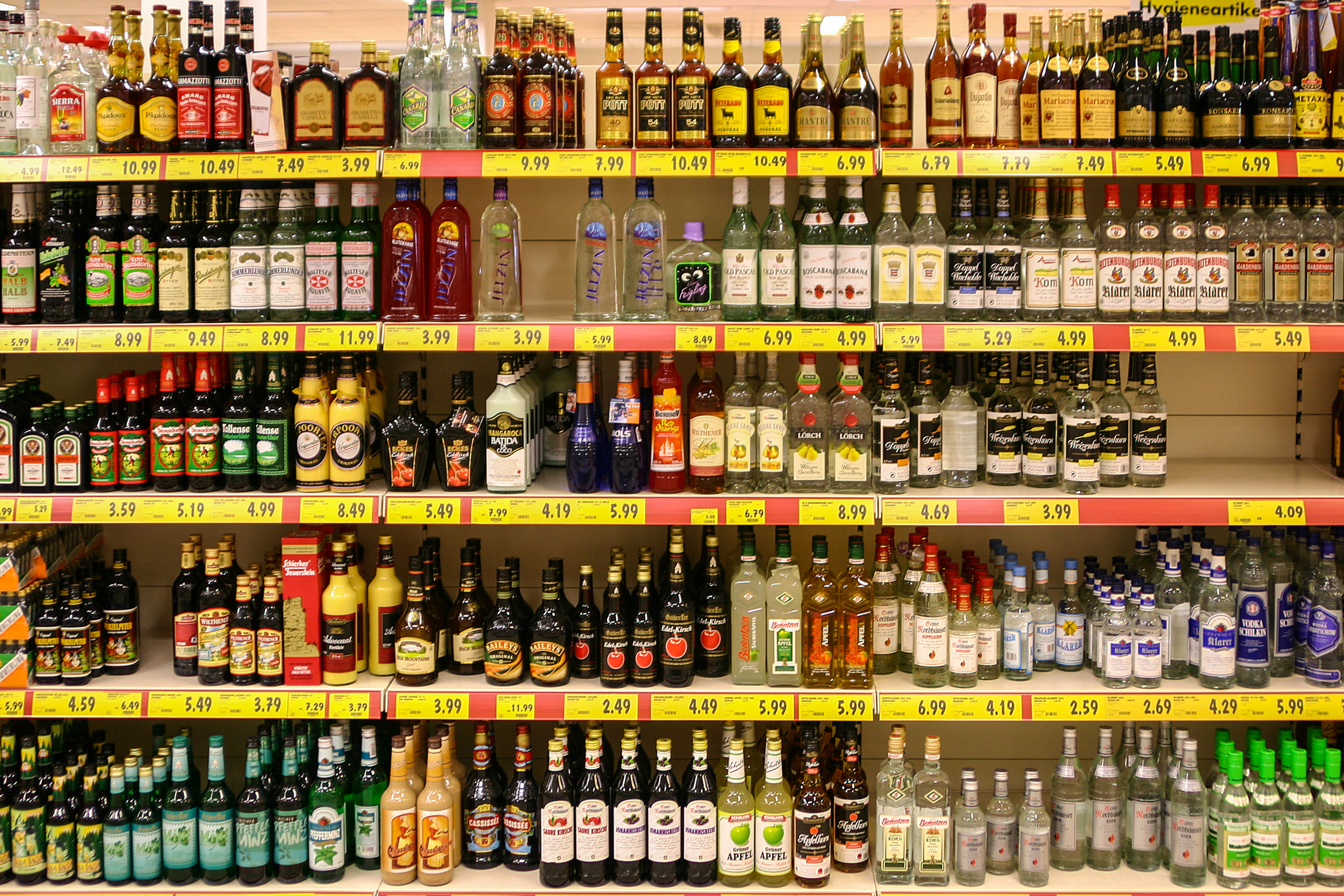
Une exposition de spiritueux dans un supermarché

Également appelées boissons alcoolisées et spiritueux, les boissons distillées sont des boissons alcoolisées produites par distillation d'un mélange issu de la fermentation alcoolique, telle que du vin. Ce processus élimine et purifie les composants dissolutifs comme l'eau, dans le but d'augmenter sa proportion de la teneur en alcool (communément appelé alcool en volume, ABV ). Comme les boissons distillées contiennent plus d’alcool, elles sont considérées comme plus dures - en Amérique du Nord, le terme alcool fort est utilisé pour distinguer les boissons distillées des boissons non distillées, qui sont implicitement plus faibles. 
- Liste des marques de gin
- Liste des liqueurs
- Liste des producteurs de rhum
- Liste des tequilas
- Liste de vodkas
- Liste des marques de whisky

### Cocktails à base d'alcool

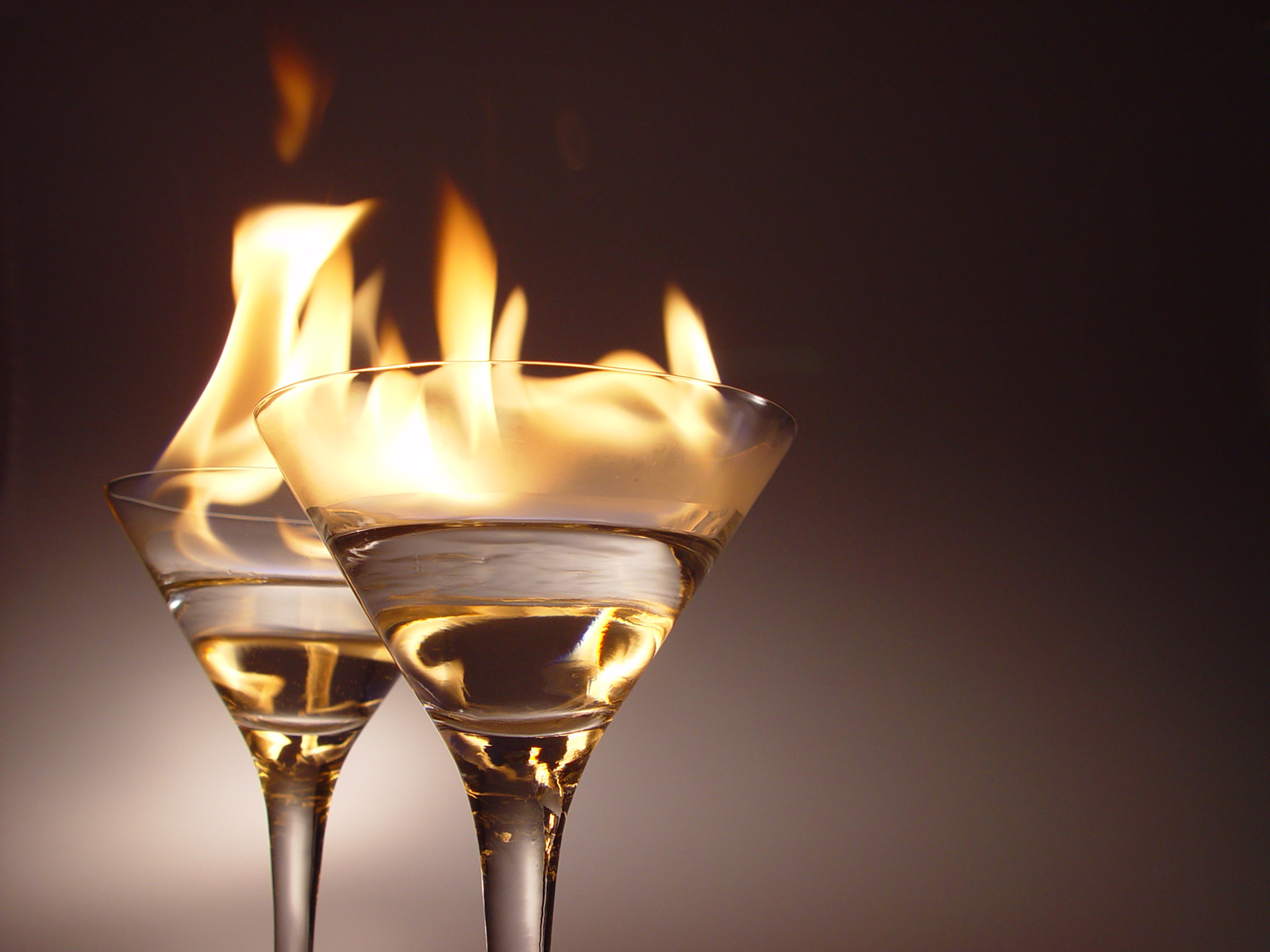
Cocktails enflammés

Un cocktail fait référence à tout type de boisson alcoolisée composée de deux ingrédients ou plus. Comme on le comprend généralement aujourd'hui, un cocktail nécessite au moins un composant alcoolique — généralement un alcool distillé, bien que la bière et le vin soient admissibles — et un composant sucré ; il peut également contenir un ingrédient acidifiant ou amer.  
- Liste de cocktails par type d'alcool

### Vin
Le vin est une boisson alcoolisée à base de raisins fermentés ou d’autres fruits. L'équilibre chimique naturel des raisins leur permet de fermenter sans ajout de sucres, acides, enzymes, eau ou autres nutriments. La levure consomme les sucres du raisin et les convertit en alcool et en dioxyde de carbone. Différentes variétés de raisins et de levures produisent différents styles de vin. Les variations bien connues résultent des interactions très complexes entre le développement biochimique du fruit, les réactions impliquées dans la fermentation, le terroir et l'appellation ultérieure, ainsi que l'intervention humaine dans le processus global. 
- Glossaire des termes du vin
- Liste des régions viticoles
- Descripteurs de dégustation

#### Par pays
- Liste des vins d'appellation d'origine contrôlée (France)
- Liste des vins italiens
- Liste des vins VDQS (France)
- Liste des pays producteurs de vin
- Vin en Chine

### Vin muté
Un vin muté est un moût de raisin dont la fermentation alcoolique a été bloquée par mutage (addition d'alcool éthylique, eau-de-vie de vin en général). Cette opération de mutage permet de conserver du sucre résiduel et le fruité, tandis que le degré d'alcool final est intermédiaire entre celui des vins et de liqueurs. 
On distingue deux sous-groupes (ou types) de vins obtenus par mutage :

#### Vin doux naturel
Pour les vins doux naturels, le mutage a lieu en cours de fermentation alcoolique : 
l'addition au moût en cours de fermentation d'eau-de-vie de vin arrête la fermentation.

#### Vin de liqueur
Pour les vins de liqueur (ou mistelle de raisin), le mutage a lieu avant la fermentation alcoolique : l'addition au moût d'eau-de-vie de vin empêche sa fermentation. Dans ce cas, la totalité de l'alcool provient du mutage.

## Sans alcool

### Sirops
Un sirop est un liquide, généralement sucré et aromatisé, que l'on ajoute à une boisson neutre (eau, limonade, alcool, jus) pour y ajouter du goût.

### Jus
Un jus est une boisson obtenue à partir d'un fruit ou d'un légume pressé.

### Smoothies
Le smoothie s'obtient après avoir mixé ensemble plusieurs fruits (agrémentés parfois de légumes et d'herbes aromatiques).

### Cocktails sans alcool
Les cocktails peuvent aussi être sans alcool lorsqu'il s'agit de mélanger plusieurs boissons non alcoolisées.

### Sodas et boissons gazeuses

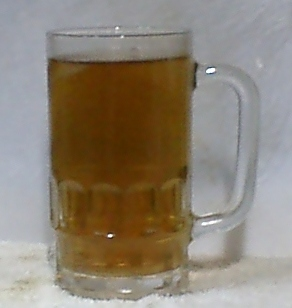
Une tasse en verre de mugicha, un type de thé d'orge grillé

Un soda est une boisson sucrée à laquelle on a ajouté des édulcorants, des extraits de plantes ainsi que du gaz carbonique pour la rendre pétillante. 

### Thé et tisanes
Le thé et les tisanes s'obtiennent par l'infusion dans de l'eau chaude de feuilles de thé et/ou de fleurs et/ou feuilles de plantes.
Il existe différents types de thé : le thé noir, vert, blanc, bleu et jaune.
Les tisanes ne contiennent pas de feuilles de thé et uniquement des feuilles et/ou fleurs de plantes.

### Cafés
Le café est une boisson à base de caféine, qui est un stimulant légal et populaire dans la plupart des pays développés. 
- Liste des boissons au café.

### Frappés
Un frappé est une boisson très froide qui à l'origine a pour ingrédients de base du café, du lait et des glaçons. Il existe cependant des frappés aux fruits qui remplacent le café. 